# Комбур (замок)
Комбур (фр. Château de Combourg) — средневековый замок, расположенный на территории коммуны Комбур, в департаменте Иль и Вилен, в регионе Бретань, Франция. Ещё в 1926 году основная часть сооружения была отнесена к историческим памятникам. А в августе 1966 года весь комплекс признали памятником.

## История

### Ранний период
Самые ранние укрепления на этом месте были возведены в XI веке на естественном холме, рядом с огромным прудом, который Франсуа Рене де Шатобриан называл «Озеро Спокойствия». Инициаторами строительства стал архиепископ Доля, Юнкенеуса и Гигене (Юнгуэне) Хаймон I. Первые сооружения появились в 1016 году. Первое упоминание форт было написано по-латыни и звучало как Комбурниум. 
Строительство полноценного замка началось в XII веке и затянулось на три столетия. Сеньоры крепости стали именоваться де Комбур. 
Значительные средства на расширение и укрепление замка потратил Рауль II де Фужер, муж Жанны де Доль, старшей дочери Жана де Доля. Рауль II де Фужер вступил в конфликт с королём Англии Генрихом II Плантагенетом, считавшим себя сюзереном Бретани. Судя по всему, англичане так и не смогли захватить Комбур.
В середине XIV века замок перешёл к представителям рода Шатожирон-Мальстрой. 

### XVI–XVIII века

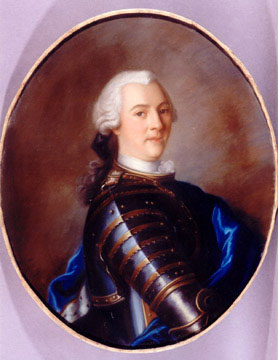
Маршал Эммануэль-Фелисите де Дюрфор

В 1553 году замок через брак стал собственностью маркиза де Коэткана. Его потомки владели комплексом почти три столетия. Наконец в середине XVIII века замок оказался приданым Луизы-Франсуазы-Маклови-Селесты де Коэткан, единственной дочери последнего представителя рода по мужской линии — маркиза Мало-Огюста де Коэткана. Она вышла замуж за маршала Эммануэля-Фелисите де Дюрфора, герцога Дюрасского, который и вступил во владение Комбуром.
По договору от 3 мая 1761 года герцогиня Дюрасская и её супруг продали замок Рене-Огюсту де Шатобриану (1718–1786). Этот выходец из Сен-Мало в молодости поступил юнгой на торговый корабль, затем сумел стать капитаном и, наконец, оказался крупным судовладельцем. Он разбогател за счёт трансатлантической торговли. Рене-Огюст де Шатобриан женился на Аполлинии де Беде. В браке родилось десять детей, из которых до совершеннолетия дожили шестеро. Младшим из них был будущий известный литератор Франсуа Рене де Шатобриан. Он провёл в замке почти всё детство и юность. В его мемуарах Комбур предстаёт в мрачноватом свете. Во многом такая оценка была связана с деспотичным характером отца. 
В 1786 замок унаследовал Жан-Батист де Шатобриан, старший из братьев, магистрат парижского парламента и муж Алины ле Пелетье де Розанбо, внучки известного юриста Кретьена Гийома де Ламуаньона де Мальзерба.
В мае 1791 года, перед отъездом в Америку, Рене Огюст де Шатобриан навестил Комбур. Он увидел отцовский замок запущенным и почти заброшенным.
22 апреля 1794 года Жан Батист, его жена и её дед Мальезерб были гильотинированы. Революционные власти конфисковали поместье. При этом замок был разграблен и в нём произошёл сильный пожар. В 1796 году имение вернулось к семье Шатобиран. Новым владельцем замка стал семилетний Луи Жоффруа (1790-1873), сын Жана Батиста.

### XIX век

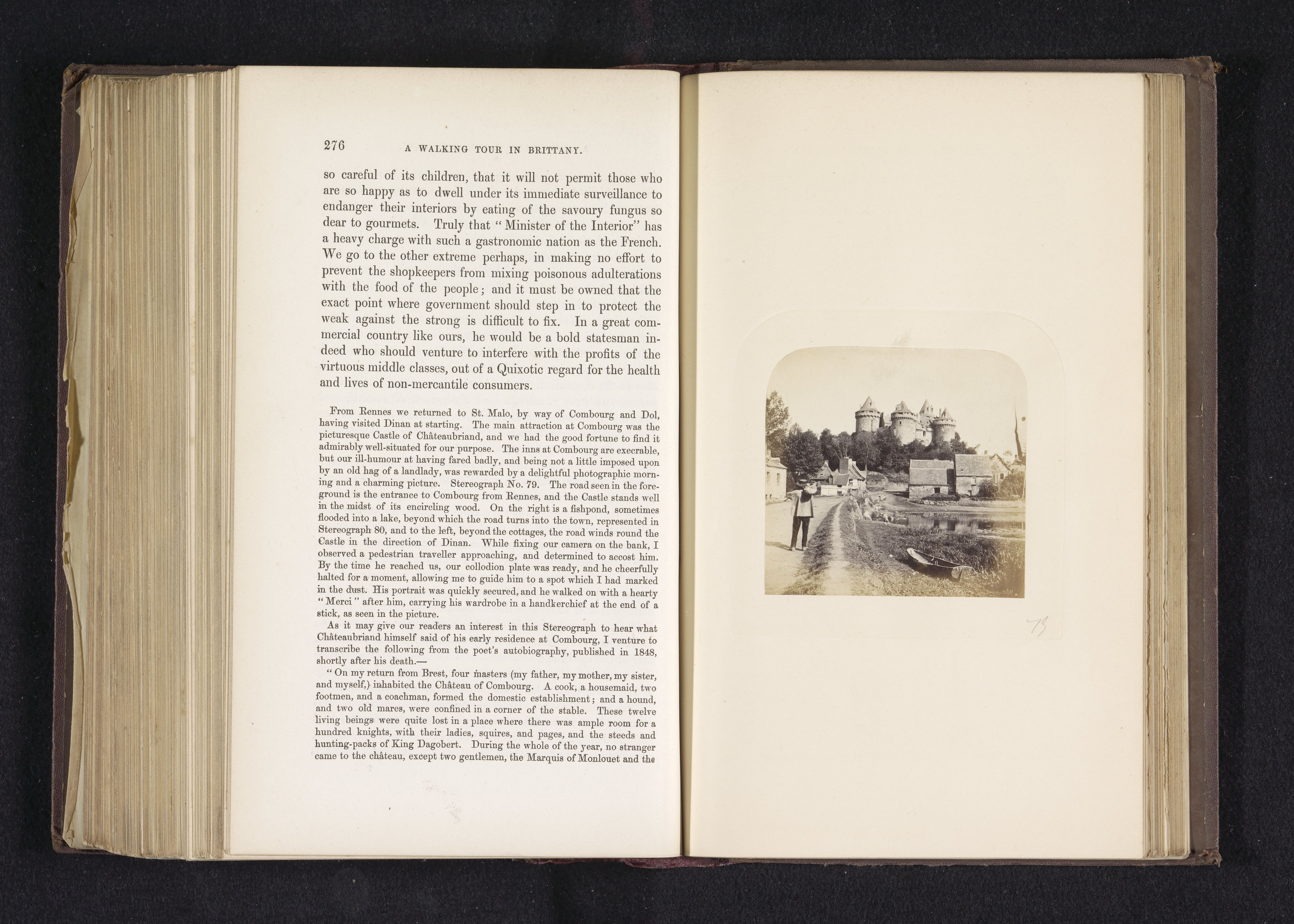
Изображение замка в книге XIX века

За свою долгую жизнь Луи Жоффруа так ни разу и не приехал в Комбур. В итоге владельцем комплекса оказался его дядя — граф де Токвиль, отец известного французского политика Алексиса де Токвиля.
Резиденция оставалась в состоянии упадка в течение восьмидесяти лет. В 1848 году в имении Комбур проездом со своим другом Максимом Дюканом оказался знаменитый писатель Гюстав Флобер. Он оставил яркое описание замка, позднее названного писателем Морисом Барресем «шедевром в камне».
К 1860-м годам комплекс был столь обветшавшим, что обсуждался вопрос его сноса. Но старинный замок оказался спасён благодаря масштабным ремонтно-восстановительным работам. Первый этап реставрации начался в 1866 году по инициативе Жоффруа де Шатобриана (1828–1889), сына Людовика де Шатобирана. Реконструкцией руководил архитектор Эрнест Триль, ученик Эжена Виолле-ле-Дюка. Правда, в ходе ремонта первоначальная планировка претерпела серьёзные изменения. Заказчик хотел видеть замок в модном стиле Трубадуров. В частности появилась монументальная парадная лестница. Вокруг замка разбили парк в английском стиле по проекту Дениса и Эжена Бюлеров. Работы продолжались до 1878 года. Следующей владелицей поместья оказалась Сибилла (1876–1961), графиня Дюрфор, младшая дочь Жоффруа де Шатобриана. 

### XX век

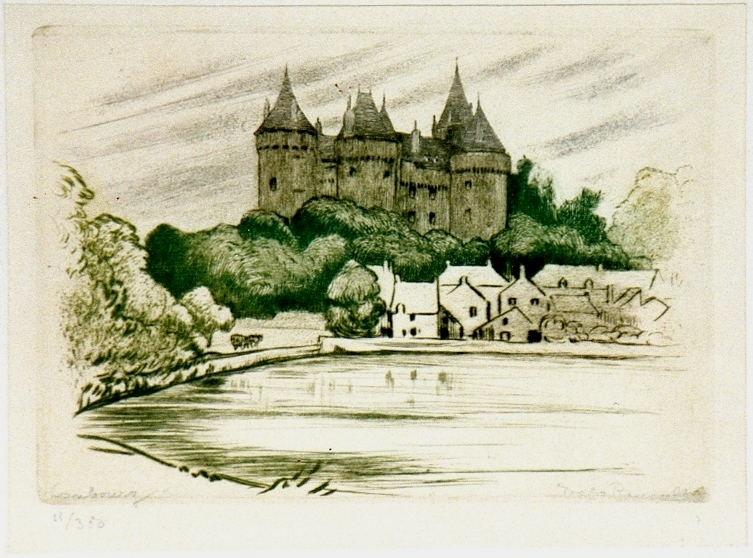
Замок на рисунке 1910 года

В годы Первой мировой войны замок превратился в госпиталь. Здесь лечили раненых французских солдат. Около 150 пленных немцев очистили заросший и запущенный пруд. До того подобные работы не проводились три столетия. 
Сибилла продала замок графу Жоффруа де ла Тур дю Пин Верклауз (1914–1971), внуку своей старшей сестры Мари (1858–1918). Затем Комбур перешёл к его сыну Жеро графу де ла Тур дю Пин Верклауз (1942–1995). В настоящее время комплекс является частной собственностью его жены Сони, графини де ла Тур дю Пин Верклауз (родилась в 1943 году). Её наследником является сыну Ги, граф де ла Тур дю Пин Верклауз (родился в 1975 году).

## Описание
Замок имеет форму неправильного четырёхугольника. По краям находятся мощные круглые башни. Некогда внутрь можно было попасть только по подъёмному мосту. Главное крыло резиденции расположено в северной части комплекса. Ещё два жилых крыла находятся на юге и на востоке. С запада внутренний двор замыкает крепостная стена.

## Замок в массовой культуре
В Комбуре проходили съёмки двух документальных фильмов:
- 1948. «Комбур, каменный шедевр» режиссёра Жака де Казембрута[фр.].
- 2013. «Замок Комбур», режиссёра Пьера Шварца и журналиста Гонзага Сен-Бри.

## Галерея

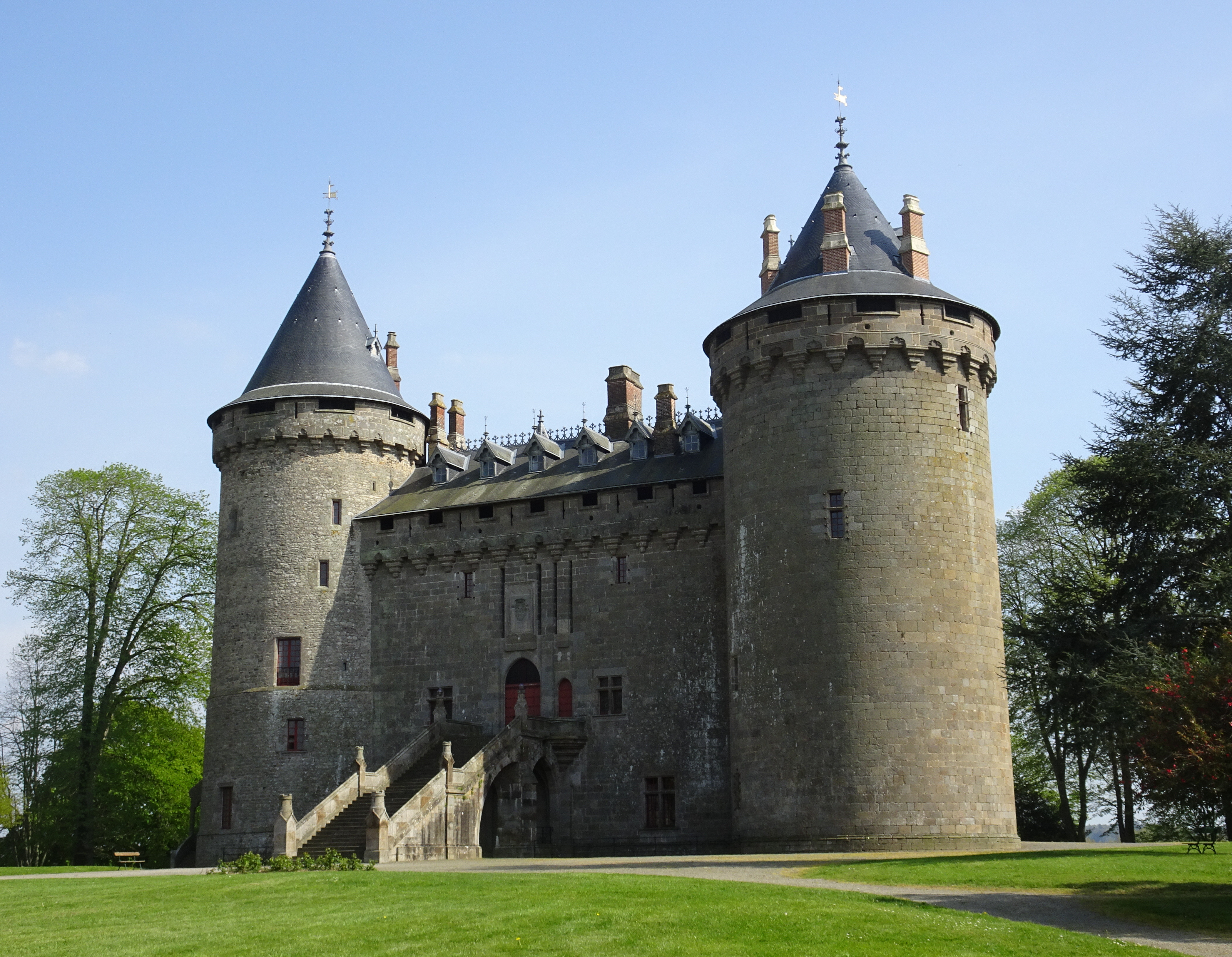
Вида замка и парадной лестницы (северная сторона)
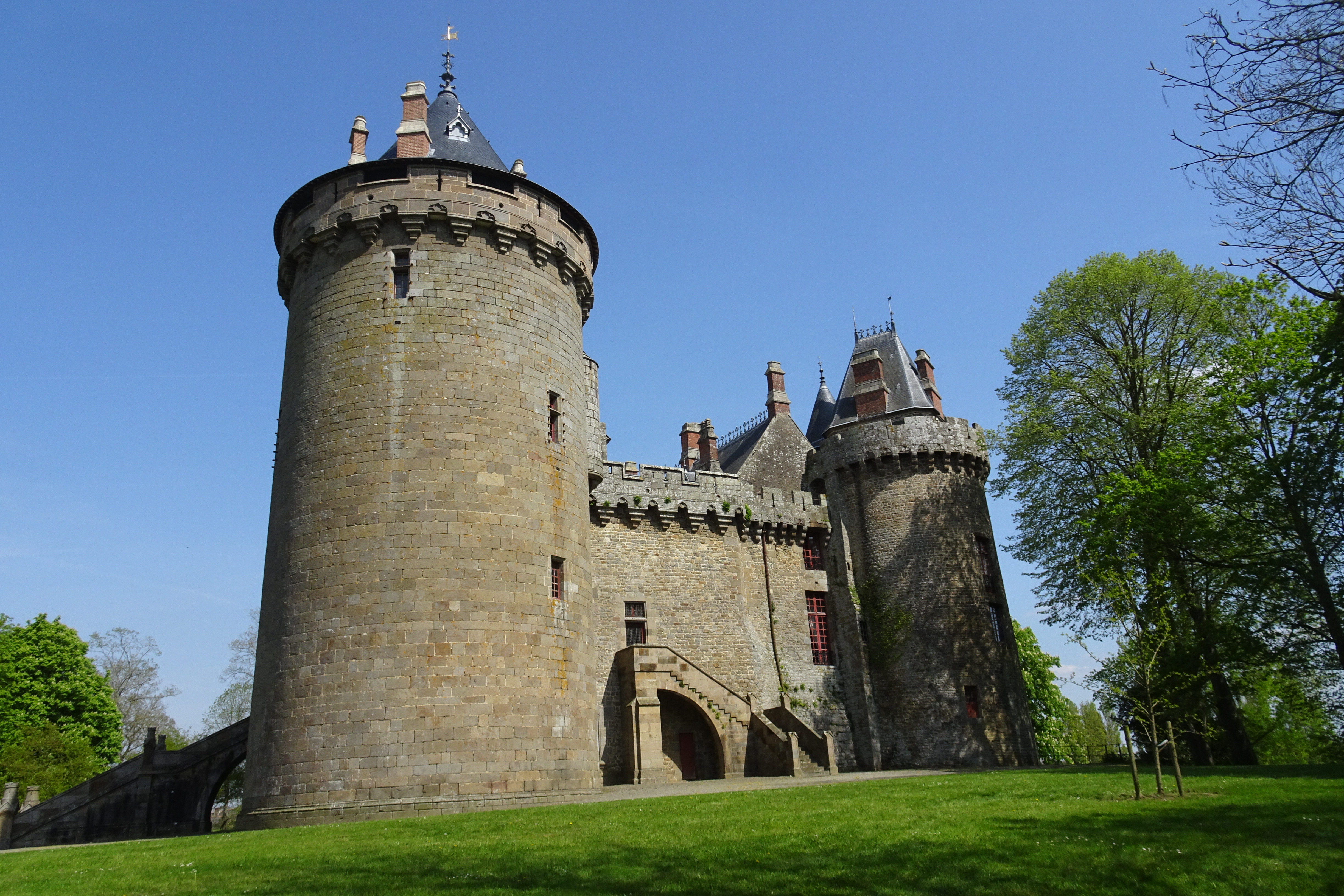
Северо-западная башня
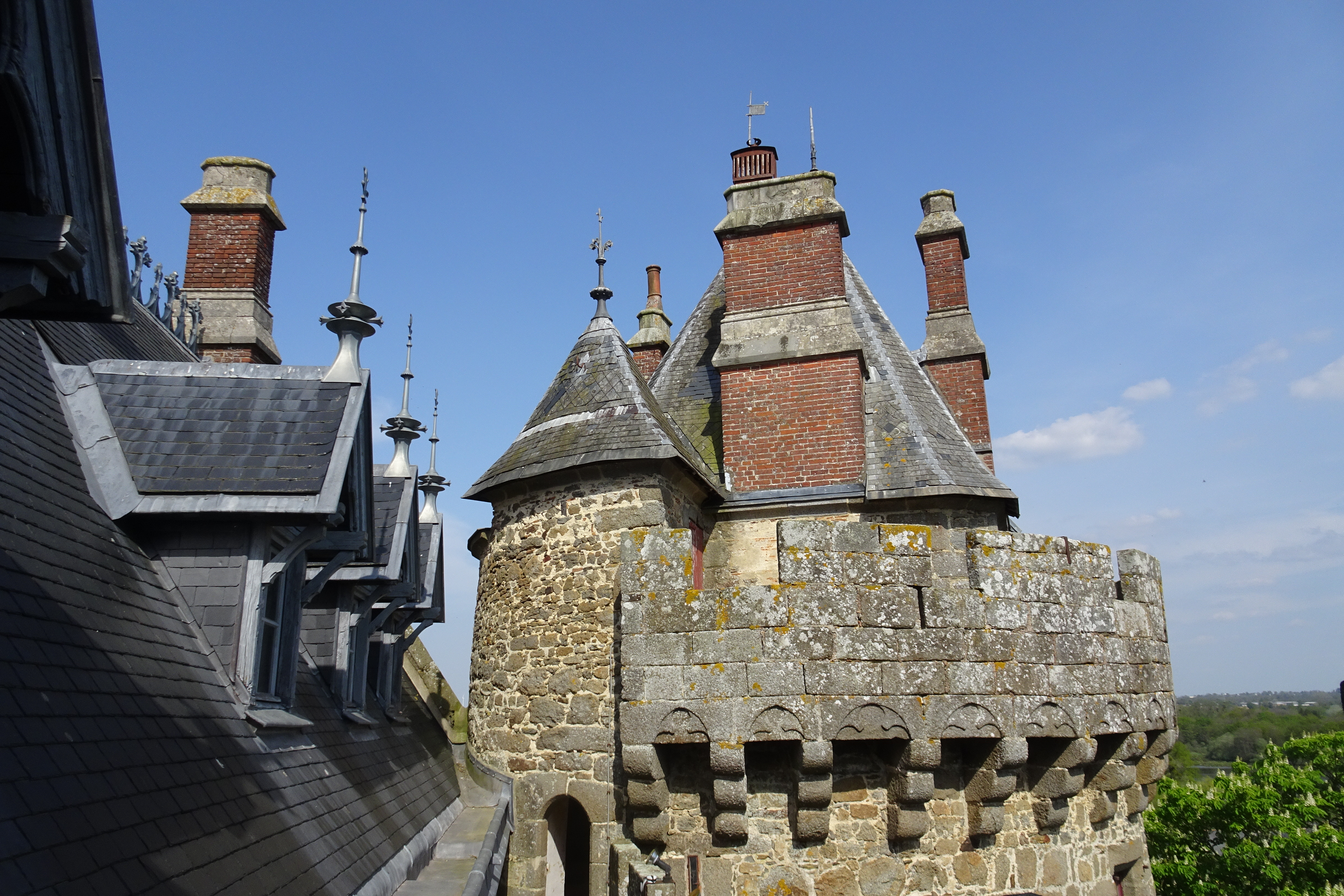
Верхняя часть северо-восточной башни
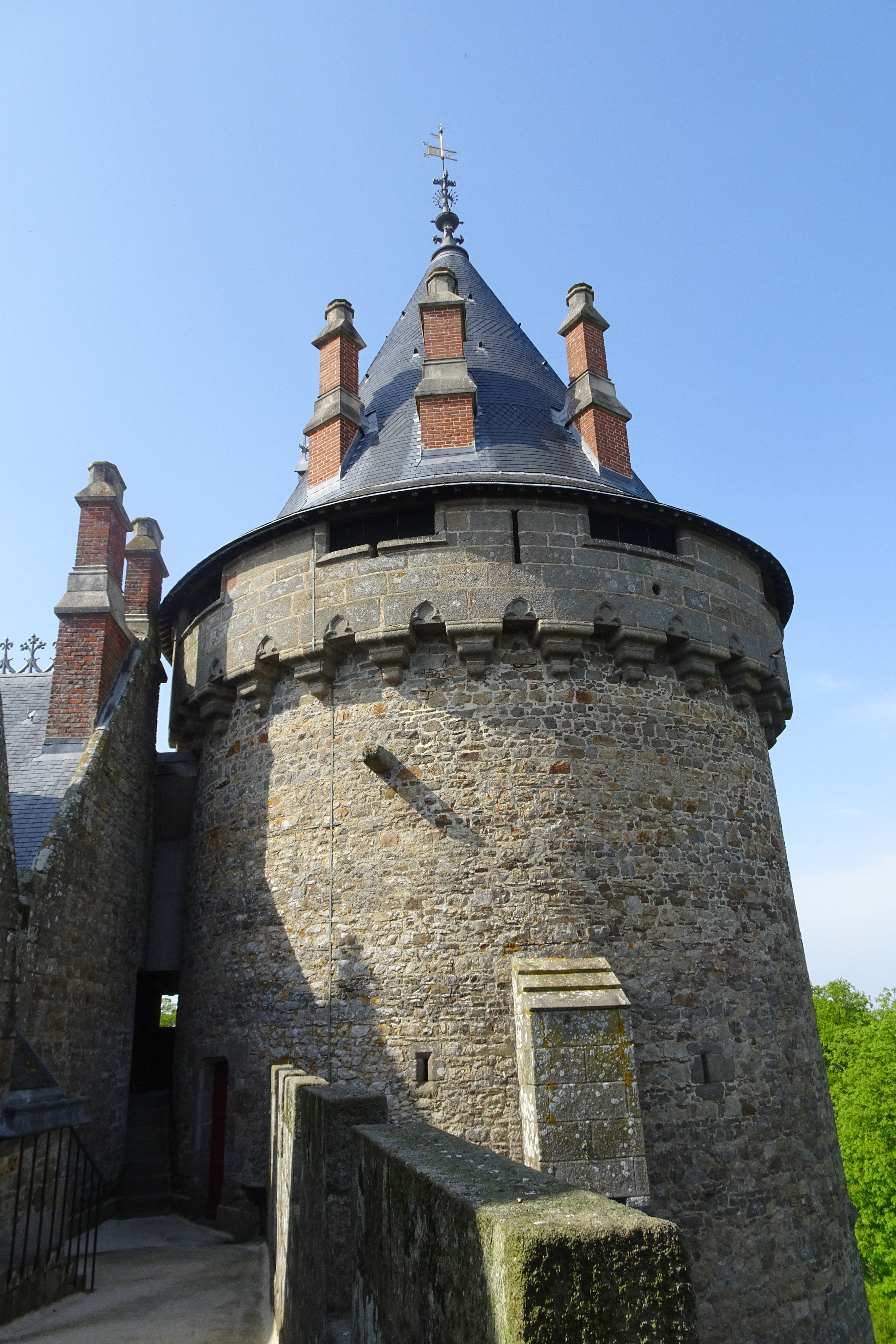
Юго-западная башня
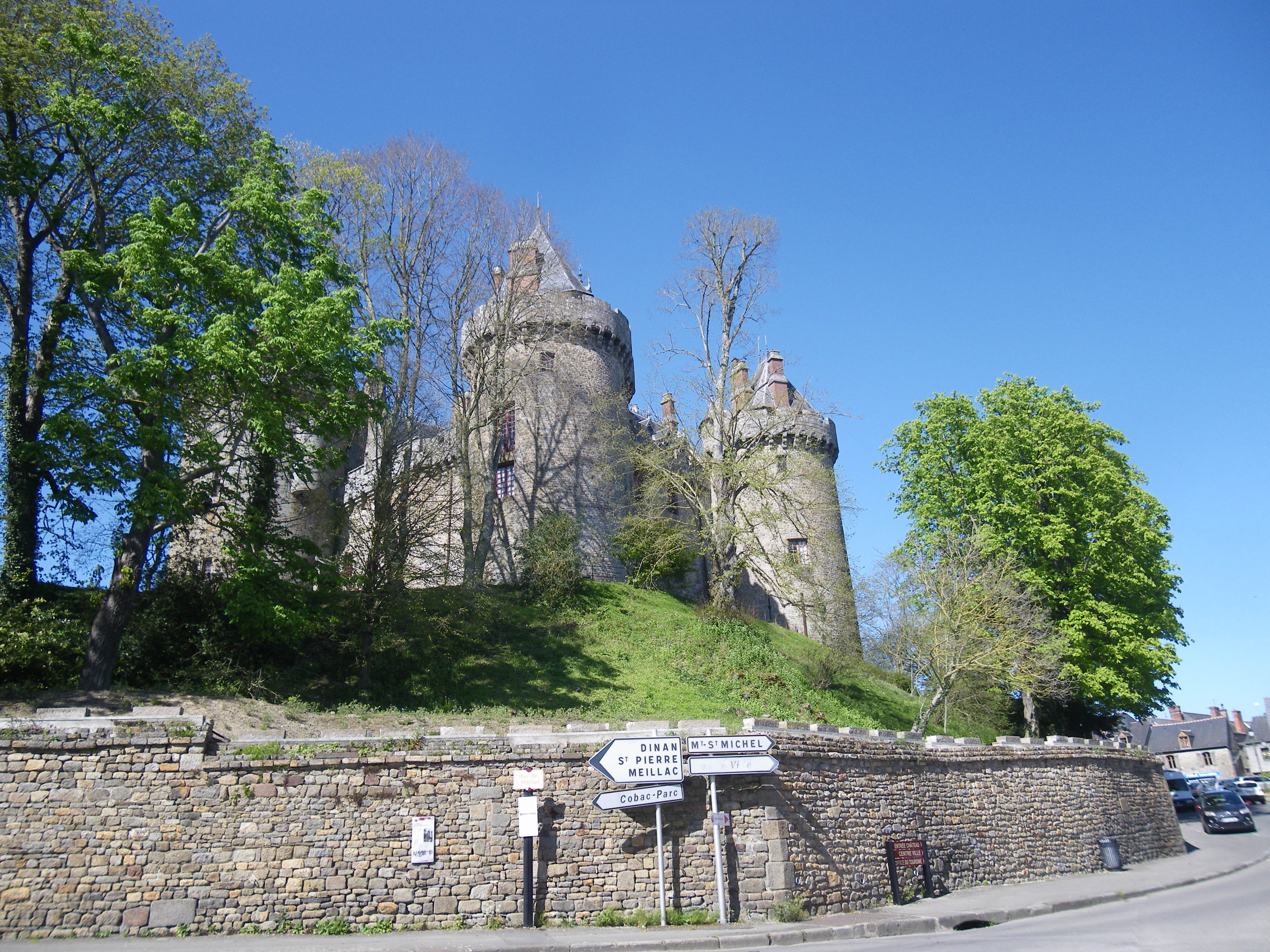
Общий вид замка с южной стороны